# Illusionstheater
In der engeren Bedeutung bezeichnet der Begriff Illusionstheater eine Konzeption und Praxis des Theaters, nach der Zuschauer einer Bühnenaufführung auf den fiktiven Charakter der gespielten Handlung nicht aufmerksam gemacht werden und ihn zeitweilig vergessen sollen. In einem weiteren Wortsinn werden alle Inszenierungen Illusionstheater genannt, durch die Menschen in den verschiedensten sozialen Rollen nach Art von Schauspielern oder Betrügern in anderen Menschen Illusionen erzeugen.

## Arten von Illusionen
Fritz Erpenbeck unterschied 1949 vier Arten von Illusionen:
1. Den Zuschauer könne ein Schein täuschen, der überhaupt nicht von jemandem absichtlich „hervorgebracht“ wurde; der Zuschauer irre sich.
2. Ein Schein werde bewusst in der Absicht hervorgebracht, den Zuschauer gegen seinen Willen zu täuschen. Gelinge die Täuschung, verfalle der Zuschauer der Illusion, dann sei er betrogen.
3. Der Schein werde bewusst hervorgebracht, um den Zuschauer zu täuschen, ihm eine Illusion zu bereiten, jedoch mit seinem Einverständnis. Er sei bereit, den Schein für die Realität zu nehmen, als ihr künstlerisches Abbild.
4. Der Schein werde hervorgebracht, um ihn – mit dem Einverständnis des Zuschauers oder gegen seinen Willen – als Täuschung, als Illusion zu entlarven.

Den ersten Fall kann man laut Erpenbeck im Fall des Illusionstheaters vernachlässigen, da Kunstwerke immer „Hervorbringungen“ seien, bei denen man von der Absicht der Autoren bzw. des für die Aufführung verantwortlichen Personals nicht absehen könne. Es lägen jedoch stets die Fälle 2 bis 4 in von Aufführung zu Aufführung verschiedenen Mischungen vor.
Die vier verschiedenen Arten der Illusionsbildung können anhand des anti-illusionistischen Dramas Der gestiefelte Kater von Ludwig Tieck (erste Veröffentlichung 1797, Uraufführung 1844) erläutert werden: Ein realer Schauspieler spielt in der Rahmenhandlung, einer fiktiven Theateraufführung, den „großen Schauspieler“, der vor Beginn der Binnenhandlung in ein Katerkostüm schlüpft. In diesem erscheint er als „Kater“ auf der Bühne. Dessen Stiefel sollen seine Rolle als „Jäger“ andeuten, die er am Königshof spielt. Tieck hat hier also ein komplexes System der Illusionsbildung auf vier verschiedenen Ebenen aufgebaut: Illusionen entstehen im realen Zuschauer, im fiktiven Zuschauer der Rahmenhandlung, bei denjenigen Handelnden auf der Bühne, die in ihrem Partner einen Kater sehen, und schließlich bei denjenigen, die ihn für einen Jäger halten.
An der Stelle im 1. Akt, an der der Kater zu sprechen beginnt, moniert der fiktive Zuschauer Fischer in Form eines Zwischenrufs „spontan“, dass er wegen des Sprechens des Katers zu keiner „vernünftigen Illusion“ gelangen könne. Möglicherweise versteht er nicht (Kategorie 1), dass sprechende Tiere in Märchenwelten üblich sind. Wahrscheinlicher ist, dass er sich nicht vorstellen kann, dass erwachsenen, aufgeklärten Personen wie ihm wirklich eine Märchenhandlung vorgesetzt werden soll, obwohl seiner Ansicht nach Märchen Texte für Kinder sind. Dass das doch geschehen soll, hält Fischer für eine Form von „Betrug“ (Kategorie 2). Durch den Zwischenruf wird eine Bedingung deutlich gemacht, die das Theater erfüllen soll, damit Zuschauer wie Fischer bereit sind, sich auf eine Illusionierung einzulassen (Kategorie 3). Nur „vernünftige“ Illusionen ermöglichen Fischer zufolge einen angemessenen Kunstgenuss. Reale Zuschauer, die sich nicht auf die Aufführung vorbereitet haben, bemerken nicht, dass der Zwischenruf zum Stück gehört. Ihre Illusionsbildung im Hinblick auf die Bühnenhandlung wird durch den Zwischenruf tatsächlich gestört (Kategorie 4).
Wer als realer Zuschauer glaubt, sich durch Lektüre des Textes gegen von ihm nicht gewünschte Formen der Illusionsbildung schützen zu können (alles, was im Text steht, geschieht nur scheinbar „spontan“ bzw. „unbeabsichtigt“), muss damit rechnen, dass der Regisseur der Aufführung, wirklich extemporierende reale Schauspieler usw. sich weitere Desillusionierungstechniken ausgedacht haben, die dem Tieck-Text nicht zu entnehmen sind. Abgesehen davon können echte Pannen während einer Aufführung immer auftreten, die bei Stücken wie Der gestiefelte Kater fälschlich für Einfälle des Autors oder des Regisseurs gehalten werden können. Auf der Ebene des fiktiven Theaterabends geschieht dies z. B. dadurch, dass sich „versehentlich“ der Vorhang vorzeitig öffnet und die Zuschauer Zeugen eines Regiegesprächs auf der Bühne werden. Als die „Panne“ bemerkt wird, werden die Zuschauer aufgefordert, eine eventuell entstandene Illusion rückgängig zu machen.

## Methoden der Illusionsbildung
Im Illusionstheater hat der Zuschauer das Gefühl, einem realen Geschehen beizuwohnen. Die Illusion wird durch Einfühlung in eine „realistisch“ dargestellte Situation ausgelöst; sie ist im „Idealfall“ so perfekt, dass der Zuschauer zumindest zeitweise das Stück nicht als bloß fingierte Realität wahrnimmt und sich vollständig mit derjenigen Bühnenfigur identifiziert, in die er sich eingefühlt hat. Das Bühnenbild und die Requisiten, die Regie und die Figurenhandlung, d. h. die Spieltechnik der Schauspieler, werden gezielt zur Illusionsbildung eingesetzt. Vor allem im naturalistischen Drama ist dieser Effekt erwünscht und durch die Entwicklung der Bühnen- und Spieltechnik sowie der wissenschaftlichen Beobachtung nachgeahmter Elemente der Realität (z. B. durch die Erforschung von Dialekten, die lautgetreu auf die Bühne gebracht werden, und die Analyse gesellschaftlicher Verhältnisse durch die moderne Soziologie) bis zum Ende des 19. Jahrhunderts möglich. Bereits im Barock gab es Versuche, die unglaublichsten Erscheinungen mit Hilfe von Bühnentechnik „echt“ wirken zu lassen. Voraussetzung für das Gelingen des Versuchs, die Realität technisch möglichst perfekt nachzuahmen, ist die „Guckkastenbühne“, ein rechteckiger Raum mit drei Wänden und einer fehlenden vierten Wand, der vom Zuschauerraum durch einen Vorhang und eine Rampe getrennt ist. Diese Bühnenart wurde mit der Herausbildung „stehender Schaubühnen“ (d. h. von Theatern in eigens dafür eingerichteten Gebäuden, in denen feste Ensembles spielen) Standard.

## Konzeptionelle Grundlagen des Illusionstheaters
Eine Grundlage des Illusionstheaters ist Aristoteles’ Theorie der Wirkung der Tragödie, die er in seiner Schrift Poetik veröffentlicht hat. Als beabsichtigte Wirkung werden mit den Worten des Übersetzers Manfred Fuhrmann „Jammer“ und „Schaudern“ genannt, also die Gefühle, die beim Publikum angeregt werden sollen, damit sich die erwünschte Reinigung, die Katharsis, einstellen kann. Mittels Tragödie oder tragischer Dichtkunst soll nun die Gefühlswelt des Publikums so angesprochen werden, dass die Personen, die die vorgestellte Handlung miterleben, so sehr ins Geschehen involviert werden, dass sie – im Überschwang der Gefühle – befähigt werden, die eigenen Emotionen zu kanalisieren und ihnen eine Art Ventil zu verschaffen. Die auf diese Weise ausgelebten Gefühle führen Aristoteles zufolge zu einer Art Sublimation und befördern einen Einklang zwischen Individuum und Gesellschaft. Aristoteles benutzt allerdings nicht ausdrücklich den Begriff „Empathie“.
Bei denjenigen Schauspielen, die vor Einführung der „Guckkastenbühne“ aufgeführt wurden, lässt sich der Begriff „Illusionstheater“ trotz des Einflusses Aristoteles’ allerdings nur bedingt anwenden: Der deklamatorische Stil antiker Dramen, bei dem Darsteller unnatürlich laut sprechen, ist auch auf die architektonischen Bedingungen von Amphitheatern zurückzuführen, in denen Zuschauer auch in der hintersten Reihe ohne technische Hilfsmittel den Schauspieler akustisch verstehen können mussten. Umgekehrt war die Distanz zwischen den Schauspielern und dem Publikum in William Shakespeares Globe Theatre so gering, dass die Illusion einer vierten Wand nicht entstehen konnte. Typisch für Stücke von Shakespeare ist daher die Vielzahl von „Beiseite“-Bemerkungen in Richtung Publikum. Auch Monologe in klassischen Dramen sind unrealistisch und insofern der Illusionsbildung hinderlich; durchschnittliche Zuschauer bemerken durchaus, dass hier nicht etwa jemand ein Selbstgespräch führt, sondern dass dem Publikum mit Hilfe eines Monologs die Gedanken der Figur vermittelt werden sollen.
Die Idee, dass das Theater durch ein Spiel mit Illusionen dem Publikum zu einem Kunstgenuss verhelfen solle, erlebte im Barocktheater eine erste Blütezeit. Die Wirkung des Barocktheaters, aber auch des traditionellen Theaters überhaupt, beschreibt Richard Alewyn mit den Worten: Kein echter Zuschauer, dem nicht Sinne und Seele verzaubert würden, aber auch kein echter Zuschauer, der sich auch nur einen Ausgenblick im Zweifel befände, dass er im Theater sitzt und alles nur ein Spiel ist. Jeder Zuschauer spaltet sich in einen Träumenden und einen Wachen, einen, der der Täuschung erliegt, und einen, der ihrer bewußt bleibt. Damit reproduziere das Theater letztlich die reale Welt, in der die Menschen ebenfalls einem Wechselspiel von Illusionierung und Desillusionierung, von Träumen und Erwachen ausgesetzt seien.
Der erste deutsche Schauspieler, der konsequent im Publikum die Illusion zu erzeugen versuchte, er sei die dargestellte Figur, war August Wilhelm Iffland, Schriftsteller, Schauspieler und Direktor zunächst des Nationaltheaters Mannheim, dann des Berliner Nationaltheaters. Vor 1800 war es üblich, dass Schauspieler den Rollen den Stempel ihrer Persönlichkeit aufdrückten oder ihre Texte mehr deklamierten, als dass sie sie spielten. Ifflands neue Spieltechnik stieß bei seinem Publikum auf große Sympathie.
Der Begriff „Einfühlung“ lässt sich, auf die Literatur angewandt, erstmals in Friedrich Vischers 1843 veröffentlichter Schrift Plan zu einer Neugliederung der Aesthetik nachweisen. Die konsequenteste Ausformung fand die Idee der Verbindung von Illusionsbildung und Einfühlung in der Theorie der Schauspielkunst von Konstantin Sergejewitsch Stanislawski. Dieser verlangte: Alle Gefühle, Empfindungen und Gedanken der Rolle müssen zu lebendig bebenden Gefühlen, Empfindungen und Gedanken des Schauspielers werden. Er muß das geistige Leben des Menschen der Rolle aus seiner lebendigen Seele schaffen und es mit seinem eigenen lebendigen Leib verkörpern. Als künstlerisches Schaffensmaterial müssen die eigenen lebendigen Gefühle dienen, die unter dem Einfluß der Rolle neu entstehen. Stanislawski zufolge muss das Publikum durch eine Schauspielkunst, bei der der Schauspieler scheinbar mit der dargestellten Figur identisch wird, „verzaubert werden“. An der New Yorker „Actors' School“ wurden unter Leitung von Stanislawskis Schüler Lee Strasberg seit 1948 zahlreiche Schauspieler gemäß Stanislawskis Lehre ausgebildet. Darunter befanden sich die später als Filmschauspieler erfolgreichen Darsteller James Dean, Marlon Brando, Rod Steiger, Dustin Hoffman, Paul Newman, Harvey Keitel, Robert De Niro, Dennis Hopper und Al Pacino. Strasbergs Verfahren des „Method Acting“ wird auch heute noch in New York gelehrt.
Von kommunistischen Kulturfunktionären wurden das Illusionstheater und vor allem Stanislawskis Schauspieltheorie für verbindlich erklärt. Noch 1953 wurde die Norm des Sozialistischen Realismus im Sinne Stanislawskis interpretiert. Deshalb und da bereits im 19. Jahrhundert die meisten naturalistischen Stücke eine sozialdemokratische Tendenz aufwiesen, ist die häufig anzutreffende Charakterisierung des Illusionstheaters als „bürgerliches Illusionstheater“ problematisch.

## Kritik
Zwei Arten von Kritik werden gegen das Illusionstheater vorgebracht: Es sei nicht möglich, dem Publikum vollständig das Bewusstsein zu nehmen, dass es Beobachter eines bloßen Spiels sei, und es sei (nicht nur deshalb) nicht sinnvoll, den Versuch einer Illusionsbildung im Publikum zu unternehmen.
Bei einer vollständigen Illusionierung müsste ein auf der Bühne dargestellter Mord im Publikum einen panischen Schrecken hervorrufen. Das geschieht jedoch bei erwachsenen Zuschauern fast nie, weil es bei Schauspielen nicht die Gefahr gibt, dass Zuschauer wirklich vollständig vergessen, dass sie sich in einem Theater befinden und dass auf der Bühne eine Handlung nur simuliert wird. Ein wesentlicher Unterschied zwischen Theateraufführungen und der Ausstrahlung von Hörspielen oder der Präsentation von Filmen besteht darin, dass sich Zuschauer nicht zur Rezeption von Informationen über die Realität ins Theater begeben, dass sie aber auch zu diesem Zweck Radio hören und Filme anschauen, wodurch es Missverständnisse hinsichtlich des verwendeten Genres geben kann.
Bertolt Brecht zufolge bewirkt das scheinbare Nicht-zur-Kenntnis-Nehmen des Publikums durch die Bühnendarsteller nicht, dass die Zuschauer glauben, sie schauten der Bühnenhandlung quasi wie durch ein Schlüsselloch in einer Tür zu, so dass die Beobachteten den Vorgang der Beobachtung nicht mitbekämen.
Brecht kritisiert darüber hinaus das Illusionstheater grundsätzlich. Zeitlebens kämpfte er gegen die Hypnosewirkung der Illusionsbühne, deren Überwältigungsästhetik den Zuschauer zum passiven Konsumenten des Unterhaltungsterrors einer ins Totale strebenden Kulturindustrie degradiere. Über die Einfühlung vermittle das Theater das Gefühl, dass die Reaktionen der Hauptfiguren „natürlich“, „schicksalhaft“ und folglich alternativlos seien. Es komme aber im Theater darauf an, das „Natürliche“ als etwas Auffälliges erscheinen zu lassen. Mithin solle das Theater den Zuschauer nicht in einen Kunstrausch versetzen, sondern ihm ein kritisches Nachdenken ermöglichen.
Spieltechniken, die ausdrücklich eine Illusionsbildung im Publikum erschweren oder verhindern sollen, gibt es bereits seit dem Barocktheater. In den 1960er Jahren wurden Konzepte eines postdramatischen Theaters entwickelt, die ebenfalls nicht auf dem Mittel der Illusionsbildung im Publikum aufbauen.